# Ken Anderson (jogador de futebol americano)
Kenneth Allan Anderson (Batavia, 15 de fevereiro de 1949) é um ex-jogador e treinador de futebol americano que atuava na posição de quarterback pelo Cincinnati Bengals na NFL.
Em 16 temporadas atuando pelos Bengals, ele liderou a NFL duas vezes em jardas aéreas (1974 e 1975) e quatro vezes em passer rating (1974, 1975, 1981 e 1982), vencendo no ano de 1981, o MVP da NFL e o NFL Offensive Player of the Year. Nessa mesma temporada, ele conquistou a AFC e comandou os Bengals no Super Bowl XVI contra o San Francisco 49ers, porém acabaram sendo derrotados por 26 a 21. Em 1982, ele estabeleceu um novo recorde da liga em porcentagem de passe com 70,6% - uma marca que foi mantida por quase 30 anos, até ser quebrada por Drew Brees em 2009. Em 2017, ele foi nomeado para a equipe do 50º aniversário do Cincinnati Bengals. Em 1996, 1998 e 2023, ele foi finalista sem êxito do Pro Football Hall of Fame.

## Estatísticas
| Legenda | Legenda      |
| ------- | ------------ |
|         | MVP da NFL   |
|         | Líder da NFL |

| Ano   | Time               | JG  | Cmp   | Ten   | Pct   | Jardas | TD  | Int | Rating |
| ----- | ------------------ | --- | ----- | ----- | ----- | ------ | --- | --- | ------ |
| 1971  | Cincinnati Bengals | 11  | 72    | 131   | 55,0% | 777    | 5   | 4   | 72,6   |
| 1972  | Cincinnati Bengals | 13  | 171   | 301   | 56,8% | 1 918  | 7   | 7   | 74,0   |
| 1973  | Cincinnati Bengals | 14  | 179   | 329   | 54,4% | 2 428  | 18  | 12  | 81,2   |
| 1974  | Cincinnati Bengals | 13  | 213   | 328   | 64,9% | 2 667  | 18  | 10  | 95,7   |
| 1975  | Cincinnati Bengals | 13  | 228   | 377   | 60,5% | 3 169  | 21  | 11  | 93,9   |
| 1976  | Cincinnati Bengals | 14  | 179   | 338   | 53,0% | 2 367  | 19  | 14  | 76,9   |
| 1977  | Cincinnati Bengals | 14  | 166   | 323   | 51,4% | 2 145  | 11  | 11  | 69,7   |
| 1978  | Cincinnati Bengals | 12  | 173   | 319   | 54,2% | 2 219  | 10  | 22  | 58,0   |
| 1979  | Cincinnati Bengals | 15  | 189   | 339   | 55,8% | 2 340  | 16  | 10  | 80,7   |
| 1980  | Cincinnati Bengals | 13  | 166   | 275   | 60,4% | 1 778  | 6   | 13  | 66,9   |
| 1981  | Cincinnati Bengals | 16  | 300   | 479   | 62,6% | 3 754  | 29  | 10  | 98,4   |
| 1982  | Cincinnati Bengals | 9   | 218   | 309   | 70,6% | 2 495  | 12  | 9   | 95,3   |
| 1983  | Cincinnati Bengals | 13  | 198   | 297   | 66,7% | 2 333  | 12  | 13  | 85,6   |
| 1984  | Cincinnati Bengals | 11  | 175   | 275   | 63,6% | 2 107  | 10  | 12  | 81,0   |
| 1985  | Cincinnati Bengals | 3   | 16    | 32    | 50,0% | 170    | 2   | 0   | 86,7   |
| 1986  | Cincinnati Bengals | 8   | 11    | 23    | 47,8% | 171    | 1   | 2   | 51,2   |
| Total | Total              | 192 | 2 654 | 4 475 | 59,3% | 32 838 | 197 | 160 | 81,9   |